# Ingo Monitor
Ingo Monitor (* 6. November 1980 in Bonn) ist ein deutscher Filmregisseur, Drehbuchautor und Filmeditor.

## Leben
Ingo Monitor begann seine Arbeit mit dem Medium Film nach seinem Abitur auf dem Helmholtz-Gymnasium Bonn im Jahr 2000 als Schauspielschüler in den USA. In Los Angeles besuchte er das InStone Actors Studio und ein Jahr später die auf dem Gelände der Universal Studios angesiedelte kalifornische Division der New York Film Academy, ehe er sich entschloss, hinter die Kamera zu wechseln und selbst als Drehbuchautor und Regisseur tätig zu sein.
Auf dem Weg an die Kunsthochschule für Medien Köln (KHM), an der er Drehbuch und Filmregie studierte, absolvierte er in seiner Geburtsstadt Bonn unter Fotograf Hans Schafgans zur Vorbereitung auf diese Aufgabe zunächst ein Praktikum im seit 1854 bestehenden Lichtbildatelier Schafgans. Im Anschluss durchlief er bis zu seinem Vordiplom ein Studium im Bereich „Mixed Media“ an der Hochschule der Bildenden Künste Saar, ehe er 2005 an die Kunsthochschule für Medien wechselte. Im Jahr 2008 schloss Ingo Monitor schließlich sein dortiges Studium mit dem fiktionalen Abschlussfilm „Eni“ (24 Minuten) ab. „Eni“ wurde durch eine Postproduktionsförderung der Film- und Medienstiftung NRW unterstützt, auf dem 7. Filmfest Düsseldorf mit dem Publikumspreis und auf den 56. Internationalen Kurzfilmtagen Oberhausen (Internationale Kurzfilmtage Oberhausen 2010) mit einer lobenden Erwähnung der Jugendjury ausgezeichnet. Im Frühjahr 2010 wurde der Film, in dem Carolin von der Groeben, mit der Ingo Monitor bereits seinen ersten Kurzfilm „unten“ an der KHM realisierte, die Hauptrolle spielt, zudem in der durch das Kinder- und Jugendfilmzentrum Deutschland vertriebenen Kurzfilmedition „Liebe, Leid und Leidenschaften“ auf DVD veröffentlicht. Sein vom medienboard Berlin Brandenburg geförderter Kurzfilm Beyond the Tide wurde 2020 mit dem Jurypreis bei den Filmtagen Friedrichshafen ausgezeichnet.
Seit 2008 arbeitet Ingo Monitor freiberuflich als Autor, Regisseur und Editor, u. a. für die seinerzeit in Köln ansässige Schiebener Filmproduktion, für die Warner Bros. ITVP Deutschland GmbH (ehemals Eyeworks), für den Westdeutschen Rundfunk, endemol, Docma TV, four dogs, RTL Studios, tagtraum, Seapoint und für arte. 2008 arbeitete er mit Ingo Schmoll und Dennis Dirksen an der gemeinsamen Dokumentationsreihe Schmollywood und realisierte mit ihnen die Pilotfolge Back to the Future.
Im Jahr 2015 gründete er mit dem Filmproduzenten Jan Mocka die Filmproduktionsfirma Mocka Monitor, welche 2018 Stipendiaten des Startbüros Babelsberg war.
Seit 2020 ist er regelmäßig als Regisseur für die Fernsehsendung Bares für Rares des Zweiten Deutschen Fernsehens (ZDF) tätig. Bis 2024  hat er dort bei über 400 Folgen Regie geführt.

## Filmografie
Drehbuch und Regie
- 2007: unten
- 2009: Botenstoffe
- 2009: Eni
- 2018: Beyond the Tide imdb.com

## Auszeichnungen
- Publikumspreis auf dem 7. Filmfest Düsseldorf
- Lobende Erwähnung auf den 56. Internationalen Kurzfilmtagen Oberhausen